# Rinorea tessmannii
Rinorea tessmannii är en violväxtart som beskrevs av M. Brandt. Rinorea tessmannii ingår i släktet Rinorea och familjen violväxter. Inga underarter finns listade i Catalogue of Life.